# هابارد (نبراسکا)
هابارد(به انگلیسی: Hubbard) شهری در ایالت نبراسکا کشور ایالات متحده آمریکا است که جمعیت آن در سرشماری سال ۲۰۱۰ میلادی، ۲۳۶ نفر بوده‌است.